# Nikol Leitgeb
Nikol Leitgeb, rodným příjmením Štíbrová (* 4. října 1986 Rakovník), je česká influencerka, herečka, zpěvačka a filantropka 

## Život a kariéra
Narodila se v Rakovníku, její matka je zubařka, otec Luděk Štíbr je starostou Rakovníku. Od čtyř let chodila do dramatického kroužku a o rok později byla zařazena do evidence barrandovského studia. V letech 1998–2006 navštěvovala rakovnické Gymnázium Zikmunda Wintra. V roce 2011 absolvovala studium mezinárodních vztahů a evropských studií na soukromé Metropolitní univerzitě Praha.[zdroj⁠?!]
Už v dětství hrála v několika televizních filmech a seriálech. Účinkovala i v desítkách televizních reklam a propůjčila svůj hlas asi padesáti zahraničním herečkám. V seriálu Pojišťovna štěstí hrála dceru Miroslava Etzlera a Kateřiny Brožové Karolínu. Společně s Kateřinou Brožovou také moderovala přímý přenos vyhlašování cen Anno 2007. V roce 2013 si zahrála i v 5. řadě seriálu Vyprávěj.
V dalším působení se více zaměřila na tzv. nová média a sociální sítě. V roce 2017 získala cenu Czech Blog Awards za Instagram roku. Její Instagram se následujícího roku umístil na 3. místě ankety Křišťálová Lupa v kategorii One (wo)man show.
Spolu s Martinou Pártlovou a Veronikou Arichtevou je členkou populárního tria „3 v 1“, které v internetové televizi publikuje vtipná videa.
V roce 2019 se Nikol Štíbrová objevila ve videoklipu k písni „To se mi líbí“ od Marka Ztraceného, o pár měsíců později nazpívala píseň k filmu Příliš osobní známost spolu se slovenskou kapelou IMT Smile. V březnu 2020 nazpívala s frýdecko-místeckou kapelou Mirai píseň „Dej si roušku“. Video, jak si v době pandemie covidu-19 pořídit improvizovaný běžecký pás, ocenily mj. i Dagmar Havlová nebo Aňa Geislerová.
S Martinem Kynclem mají syna Mathiase Kyncla (* 31. července 2017). V létě 2018 potvrdila rozchod páru. V únoru 2020 oznámila vztah s Petrem Leitgebem. V prosinci 2020 oznámila, že s partnerem Petrem čeká druhé dítě a v květnu 2021 se za něj provdala. Dne 16. června 2021 se jim narodil syn Tobias.
V prezidentských volbách 2023 podpořila prezidentskou kandidátku Danuši Nerudovou.
V roce 2023 byla oceněna stříbrnou medailí předsedy senátu za podporu sbírek pro humanitární účely na sociálních sítích.

## Filmografie

### Televizní filmy
- 1994: Dračí prsten – princezna Desideria ve věku 5 let (příležitostná role) [8]
- 1995: Když se slunci nedaří – Kristýna Fuksová[26]
- 1997: Jezerní královna – zpívající holčička u jezera (příležitostná role)[4]
- 1998: Jabloňová panna
- 2002: Místo činu
- 2007: Láska In Memoriam – Dáša
- 2010: Legenda o sudu – milenka

### Televizní seriály
- 1995: Broučci Jiřího Trnky
- 2000: Na zámku – Mary
- 2001: O ztracené lásce – Dorotka[5]
- 2004: Pojišťovna štěstí I. – Karolína Krausová
- 2006: Pojišťovna štěstí II. – Karolína Krausová
- 2008: Pojišťovna štěstí III. – Karolína Krausová
- 2009: Pojišťovna štěstí IV. – Karolína Krausová
- 2010: Pojišťovna štěstí V. – Karolína Krausová
- 2013: Vyprávěj V. – sekretářka Naďa